# Episodi di Younger (settima stagione)
La settima ed ultima stagione della serie televisiva Younger, composta da 12 episodi, è stata distribuita negli Stati Uniti dal 15 aprile al 10 giugno 2021 sulla piattaforma Paramount+.
In Italia, la stagione è inedita.
| nº | Titolo originale                     | Titolo italiano | Prima TV USA   | Prima TV Italia |
| -- | ------------------------------------ | --------------- | -------------- | --------------- |
| 1  | A Decent Proposaly                   |                 | 15 aprile 2021 |                 |
| 2  | It's the End of the World, Worm Girl |                 | 15 aprile 2021 |                 |
| 3  | FKA Millennial                       |                 | 15 aprile 2021 |                 |
| 4  | Risky Business                       |                 | 15 aprile 2021 |                 |
| 5  | The Last Unicorn                     |                 | 22 aprile 2021 |                 |
| 6  | The F Word                           |                 | 29 aprile 2021 |                 |
| 7  | The Son Also Rises                   |                 | 6 maggio 2021  |                 |
| 8  | The Baroness                         |                 | 13 maggio 2021 |                 |
| 9  | Fallout                              |                 | 20 maggio 2021 |                 |
| 10 | Inku-baited                          |                 | 27 maggio 2021 |                 |
| 11 | Make No Mustique                     |                 | 3 giugno 2021  |                 |
| 12 | Older                                |                 | 10 giugno 2021 |                 |